# Choreja Kosazka
Choreja Kosazka (ukrainisch Хорея Козацька) ist ein ukrainisches Ensemble aus Kiew, das ukrainische Kunstmusik interpretiert. Das Repertoire umfasst Musik aus verschiedenen Epochen der Landesgeschichte – vom Mittelalter über Renaissance, Barock, Klassik und Romantik bis hin zu ausgewählten Werken des 20. Jahrhunderts – und präsentiert dabei bedeutende kulturelle Zeugnisse der Ukraine. Der Schwerpunkt liegt auf heroischer Epik und alter authentischer Tradition. Im Jahr 2023 wurde das Ensemble mit dem Taras-Schewtschenko-Preis ausgezeichnet.

## Geschichte
Das Ensemble wurde 2005 in Kiew gegründet. Der Name Chorea Kozacky stammt von einem Musikstück mit dem gleichen Titel, das in einer Tabulatur aus dem Jahr 1640 im Musikarchiv von Bratislava (Slowakei) gefunden wurde. Die Idee zur Gründung hatten Taras Kompanitschenko, Leiter des Ensembles, Künstler aus der Ukraine, Kobsar, Drehleierspieler, Komponist, Kunst- und Musikwissenschaftler sowie Jurij Fedynskyj, ein ukrainisch-amerikanischer Kobsar, Komponist, Produzent traditioneller Ensembles, Musikinstrumentenbauer, Tontechniker, Kulturaktivist und Pädagoge.
Das Repertoire umfasst Lieder aus verschiedenen Epochen – vom späten Mittelalter bis zum Ende des 20. Jahrhunderts. Besonderes Augenmerk gilt der alten epischen Tradition. Die Werke sind in einer breiten Palette von Genres vertreten: Dumen (epische Balladen), historische, heroische und Aufstandslieder, Hymnen, Psalmen, Kantaten und geistliche Konzerte.
Die Gruppe hat viele Kompositionen zu Texten und Musik von Dichtern wie Gregorius Skoworoda, Taras Schewtschenko, Theophan Prokopowitsch, Stepan Rudanskyj, Iwan Bahrjanyj, Wassyl Stus u. a. im Repertoire sowie von Komponisten wie Mykola Lyssenko, Kyrylo Stezenko, Mychajlo Hajworonskyj und Hryhorij Kytastyj. Mit ihrer künstlerischen Tätigkeit möchte die Gruppe den der ukrainischen Hochkultur zeigen und ein authentisches Bild der Ukraine vermitteln.
Choreja Kosazka interpretiert Lieder, die in Archiven, Handschriften und alten Druckwerken gefunden wurden. Die Ensemblemitglieder betreiben historische Rekonstruktion ukrainischer Musiktraditionen, was fundierte Kenntnisse des musikalischen Kontextes der jeweiligen Zeit erfordert. Viele Lieder, zu denen keine Noten überliefert sind, wurden von Taras Kompanitschenko neu vertont.

## Auftritte
Das Ensemble ist sowohl in der Ukraine als auch international bekannt und tourt regelmäßig. Es trat unter anderem in Polen, der Schweiz, Finnland, Österreich, Deutschland, Libanon und Indien auf. Mehrfach war es Gast beim Festival „Ukrainische Woche“ in Bayern.

## Aufnahmen
Im Rahmen einer Zusammenarbeit mit dem Ensemble Hulajhorod veröffentlichte Choreja Kosazka das Album Terra Cosaccorum. Die Ausgabe enthält ein 20-seitiges Booklet, in dem Herkunft und Inhalt jedes Liedes sowohl auf Ukrainisch als auch auf Deutsch beschrieben sind. Das Album stellt eine Synthese aus authentischer vokaler Volksmusik und historischer Instrumentalmusik dar, die tief in der ukrainischen Kultur verwurzelt ist.

## Mitglieder

### Aktuelle Mitglieder
- Taras Kompanitschenko – Kobsa, Bandura, Oud, Renaissancelaute, Barocklaute, Lira (Drehleier), Perkussion, Gesang
- Seweryn Danylejko – Basolia, Cello, Tamburin, Große Trommel, Gesang
- Serhij Ochrimtschuk – Geige, Fidel, Gesang
- Jaroslaw Kryssko – Bandura, Trommel, Vihuela, Gitarre, Gitarrenlaute, Lira, Tamburin, Gesang
- Maksym Bereschnjuk – Sopilka, Surma, Dudelsack, Flöten, Schalmei, Klarinette, Perkussion, Gesang
- Swjatoslaw Sylenko – Bandura, Gitarrenlaute, Kobsa, Sopilka, Gesang

### Ehemalige Mitglieder
- Mychajlo Katschalow – Fidel, Drehleier, Blockflöten, Singende Säge, Tamburin, Gesang
- Danylo Perzow – Schalmei, krummer Zink, stiller Zink, Tenorzink, Pommer, Chalumeau, Dudelsack, Flöten, Querflöte, Posaune, Klavier, Gesang
- Wadym „Jarema“ Schewtschuk – ukrainische Lira und deutsche Drehleier, Blockflöten, Dudelsack, Bandura, Gesang
- Ljubow Plawska – Daira, Daf, Tamburin, Schalmei, Blockflöten, Gesang
- Iryna Danylejko – Gesang, Rahmentrommel
- Iwanna Danylejko – Gesang, Tamburin
- Marusja Danylejko – Gesang
- Jurij Fedynskyj – Bandura, Kobsa, Basolia, Große Trommel, Morin chuur, Gesang
- Oleksij Kabanow – Drehleier, Zymbal, Santur

## Diskografie
Das Ensemble veröffentlichte bislang sechs Studioalben:
- Carmina Sarmatica, 2009 (deutsch „Sarmatische Gesänge“) – barocke Gesänge und Instrumentalstücke. Die Werke stammen größtenteils aus dem 17. Jahrhundert.[5]
- Ryzer Smilostju Upojennyj, 2009 („Ein Ritter, trunken vor Tapferkeit“) – epische Lieder über Rittertum, Glauben und Heldentum.[6]
- Terra Cosaccorum, 2010 („Land der Kosaken“) – gemeinsames Album mit dem Ensemble Hulajhorod; eine Verbindung von Volkslied und höfischer Musik. Das Album enthält ein 20-seitiges zweisprachiges Booklet (ukrainisch/deutsch) mit Erläuterungen zu jedem Stück.[7]
- Benket Duchownyj, 2012 („Geistliches Bankett“) – geistliche Musik der ukrainischen Barockzeit: Psalmen, Kantaten, Hymnen.[8][9]
- De Libertate, 2018 („Über die Freiheit“) – philosophisch-patriotisches Album, inspiriert von Gregorius Skoworoda und Taras Schewtschenko.[10]
- Pissni Ukrajinsskoji Rewoljuciji, 2019 („Lieder der Ukrainischen Revolution“) – eine Sammlung von Liedern, die während der Ukrainischen Revolution 1917–1921 entstanden sind oder sie thematisieren.[11]